# Regionalny Park Krajobrazowy Zniesienie
Regionalny Park Krajobrazowy „Zniesienie” (ukr. Регіональний ландшафтний парк «Знесіння», Rehionalnyj łandszaftnyj park „Znesinnia”) – park krajobrazowy na Ukrainie, w rejonie Lwowa, założony 2 grudnia 1993 r. na powierzchni 312 ha, na wzgórzach lesienickich. W jego obrębie wydzielono rezerwaty: geologiczny na Górze Lwa oraz stepowy Chomiec. Z rzadkich gatunków występują: gnieźnik leśny, storczyk kukawka, kłokoczka południowa i listera jajowata.